# Nitrianske Hrnčiarovce
Nitrianske Hrnčiarovce est un village de Slovaquie situé dans la région de Nitra.

## Histoire
Première mention écrite du village en 1113.

## Démographie

### Évolution de la population
| Année:               | 1994. | 2004.    | 2014.   | 2024.    |
| -------------------- | ----- | -------- | ------- | -------- |
| Nombre de personnes: | 1578  | 1818     | 1995    | 2412     |
| Différence:          |       | +15,20 % | +9,73 % | +20,90 % |

| Année:               | 2023. | 2024.   |
| -------------------- | ----- | ------- |
| Nombre de personnes: | 2393  | 2412    |
| Différence:          |       | +0,79 % |